# BMW M67
Con la sigla BMW M67 si intende una famiglia di motori diesel per uso automobilistico prodotti dal 1999 al 2008 dalla casa automobilistica tedesca BMW.

## Descrizione
Alla fine degli anni novanta le autovetture a gasolio stavano cominciando a diffondersi sempre più, dando così luogo alla veemente crescita della loro diffusione che avrebbe caratterizzato il decennio successivo.

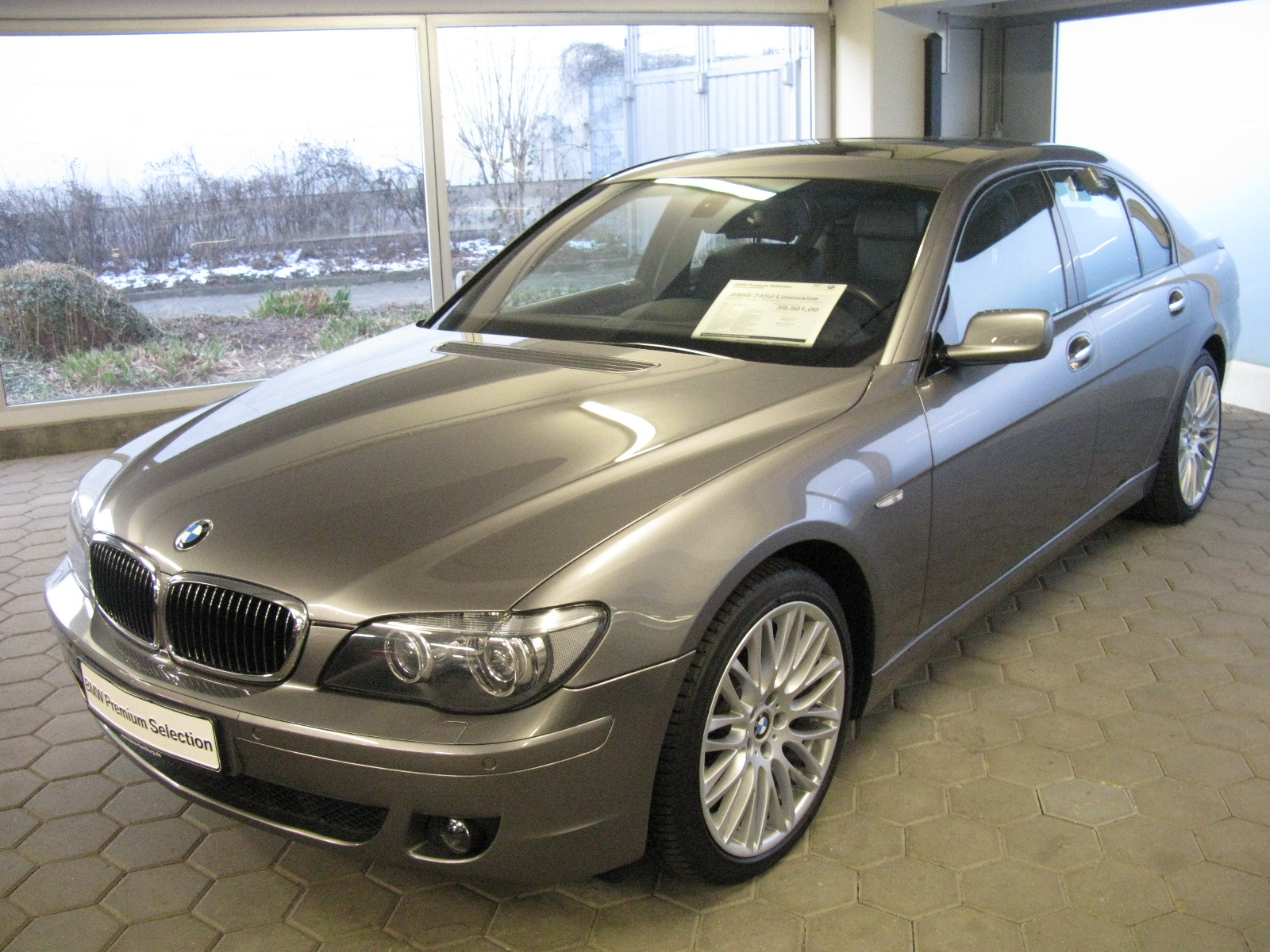
BMW 745d E65, unico modello dotato del motore M67

La BMW, cosciente di ciò, ha dato inizio ad un progetto in cui non si era mai cimentata precedentemente, vale a dire quello di realizzare una piccola famiglia di motori diesel di grossa cilindrata da montare sulle sue ammiraglie, le BMW Serie 7.
Da tale progetto nacque la famiglia M67, costituita sostanzialmente da due varianti motoristiche, una da 3.9 litri ed una da 4.4 litri.
Si tratta di fatto di due motori turbodiesel con architettura V8 e distribuzione a 4 valvole per cilindro.
Negli anni 1999 e 2000 questa famiglia di motori è stata insignita del premio di miglior motore dell'anno nella categoria 3.0-4.0 litri.
Di seguito sono illustrate le caratteristiche prestazionale di ogni motore.

### M67D39
Si tratta del primo motore in ordine cronologico a fare la sua comparsa tra i due appartenenti alla famiglia M67. In pratica nasce dall'accoppiamento di due bancate da quattro cilindri ognuna prese direttamente dai motori M47.
Restano quindi invariate le misure di alesaggio e corsa, ferme rispettivamente ad 84x88 mm. La cilindrata è ovviamente raddoppiata, passando dagli originari 1951 a 3901 cm³.
Tale propulsore è stato proposto in tre varianti prestazionali. La prima variante erogava una potenza massima di 238 CV a 4000 giri/min, con un picco di coppia pari a 560 Nm a 2000 giri/min. Questa variante è stata montata tra il 1999 ed il 2000 sulla BMW 740d E38.
La seconda variante erogava invece 245 CV a 4000 giri/min ed una coppia massima di 560 N·m a 1750 giri/min. È stata montata sulle BMW 740d E38 prodotte dal 2000 al 2001.
Infine la terza variante erogava 258 CV a 4000 giri/min e 600 N·m a 1900 giri/min. È stata montata sulla BMW 740d E65 prodotta tra il 2002 ed il 2005.

### M67D44
La seconda motorizzazione appartenente alla famiglia M67 ha le misure di alesaggio e corsa pari a 87x93 mm, che danno luogo ad una cilindrata totale di 4423 cm³. Di questo motore sono esistite due varianti.
La prima erogava una potenza massima di 299 CV a 4000 giri/min, mentre la coppia massima raggiungeva i 700 N·m a 1750 giri/min. È stata montata sulle BMW 745d E65 prodotte nel 2005.
La seconda variante raggiungeva invece i 329 CV a 3900 giri/min, mentre è rimasta invariata la coppia massima, raggiungibile però a 1900 giri/min. In questa configurazione il motore è stato montato sulle BMW 745d E65 prodotte a partire dalla fine del 2005 fino alla fine del 2008.